# Genius of Modern Music: Volume 1
Genius of Modern Music: Volume 1 è il titolo utilizzato per almeno quattro versioni differenti di un album raccolta del musicista jazz Thelonious Monk. Ogni versione raccoglie alcune delle più celebri composizioni di Monk per l'etichetta Blue Note, registrate tra il 1947 e il 1948. L'LP originale venne pubblicato nel 1951.
Le due differenti versioni esistenti in CD hanno lo stesso titolo ma diversi il contenuto e la grafica di copertina. Entrambe ridistribuiscono il materiale dei due volumi degli LP originali Genius of Modern Music: Volume 1 e Genius of Modern Music: Volume 2 in ordine sparso.

## Tracce LP 1951 (Blue Note 5002)
Lato 1
1. 'Round Midnight (come Round About Midnight)
2. Off Minor
3. Ruby my Dear
4. I Mean You

Lato 2
1. Thelonious
2. Epistrophy
3. Well You Needn't
4. Misterioso

## Tracce LP 1956 (Blue Note BLP-1510)
Lato 1
1. 'Round Midnight (come Round About Midnight)
2. Off Minor
3. Ruby my Dear
4. I Mean You
5. April In Paris
6. In Walked Bud

Lato 2
1. Thelonious
2. Epistrophy
3. Misterioso
4. Well You Needn't
5. Introspection
6. Humph

## Tracce edizione CD 1989 (copertina gialla)
1. Humph
2. Evonce (alternate take)
3. Evonce
4. Suburban Eyes
5. Suburban Eyes (alternate take)
6. Thelonious
7. Nice Work If You Can Get It (alternate take)
8. Nice Work If You Can Get It
9. Ruby My Dear (alternate take)
10. Ruby My Dear
11. Well You Needn't
12. Well You Needn't (alternate take)
13. April In Paris (alternate take)
14. April In Paris
15. Off Minor
16. Introspection
17. In Walked Bud
18. Monk's Mood
19. Who Knows
20. 'Round Midnight
21. Who Knows  (alternate take)

- 1-6 registrate il 15 ottobre 1947
- 7-16 registrate il 24 ottobre 1947
- 17-21 registrate il 21 novembre 1947

## Riedizione
Le registrazioni sono state riassemblate, sotto lo stesso titolo, in formato CD nel 2001 come parte della serie RVG. Per il disco venne utilizzata la copertina originale dell'album del 1951. Mentre prime versioni dell'album in CD raggruppavano insieme le diverse take di ogni brano, la riedizione colloca le versioni alternative alla fine di ogni sessione.
La sessione del 2 luglio 1948 comprendenti Evidence, Misterioso, Epistrophy, I Mean You, All The Things You Are, e I Should Care è stata pubblicata sul CD Blue Note Milt Jackson: Wizard of the Vibes.

### Tracce edizione CD 2001
1. Humph
2. Evonce
3. Suburban Eyes
4. Thelonious
5. Evonce (alternate take)
6. Suburban Eyes (alternate take)
7. Nice Work If You Can Get It
8. Ruby My Dear
9. Well You Needn't
10. April In Paris
11. Off Minor
12. Introspection
13. Nice Work If You Can Get It (alternate take)
14. Ruby My Dear (alternate take)
15. Well You Needn't (alternate take)
16. April In Paris (alternate take)
17. In Walked Bud
18. Monk's Mood
19. Who Knows?
20. 'Round Midnight
21. Who Knows? (alternate take)

- 1-6 registrate il 15 ottobre 1947
- 7-16 registrate il 24 ottobre 1947
- 17-21 registrate il 21 novembre 1947

## Crediti
- Thelonious Monk – pianoforte
- Art Blakey – batteria
- Idrees Sulieman – tromba (tracce 1 - 6)
- Danny Quebec West – sax alto (tracce 1 - 6)
- Billy Smith – sax tenore (tracce 1 - 6)
- Gene Ramey – bass (tracce 1 - 16)
- George Taitt – tromba (tracce 17 - 21)
- Sahib Shihab – sax alto (tracce 17 - 21)
- Bob Paige – contrabbasso (tracce 17 - 21)